# イオンモール下妻
イオンモール下妻（イオンモールしもつま）は、茨城県下妻市堀籠（ほりごめ）に所在するショッピングセンターである。

## 沿革
1997年（平成9年）11月29日、市内中心部に存在し、当地への移転の為に閉店したジャスコ下妻店（初代）の後継店として、ジャスコ新下妻店を核店舗として55の専門店が入居するショッピングセンターの「下妻ショッピングパーク」が開業したのが始まりである。
2008年（平成20年）10月24日に増床して「イオン下妻ショッピングセンター」として新装開業した。
核店舗のジャスコ新下妻店は、ジャスコ下妻店（2代目）を経て、2011年（平成23年）3月1日にイオングループの総合スーパーをイオンに店名統一することに伴って「イオン下妻店」に改称した。
2011年（平成23年）から進められたイオンの大型ショッピングセンターの名称を「イオンモール」へ統一するに伴い、同年11月21日に名称がイオン下妻ショッピングセンターから現在のイオンモール下妻（イオンモールしもつま）へと変更。
2013年（平成25年）11月からイオンリテールの運営していた大型ショッピングセンターをイオンモールの運営に委託することになったことに伴い、同社の管理運営に移行した。
2024年（令和6年）5月25日と26日には、本店舗が舞台の一部となった映画『下妻物語』の公開20周年を記念して、2日間限定で「ジャスコ下妻店」として営業。2011年3月の店舗ブランド統合以来、日本国内で「ジャスコ」の屋号が13年ぶりに復活した。

## 主なテナント
「下妻ショッピングパーク」として開業した際には専門店は55店であったが、2008年（平成20年）10月24日に「イオン下妻ショッピングセンター」として新装開業した際に増床している。
- イオン下妻店（旧：ジャスコ新下妻店[2]→ジャスコ下妻店[1]）
- スポーツオーソリティ
- イオンシネマ下妻 - 5スクリーン、計722席のシネマコンプレックス。

## 交通
シネマ東入口（F）前と食品南入口（A）側にバス停留所があり、下妻市街から約10分でアクセスできる。一方、平坦な土地であり、下妻市街方面からの自転車利用も多い。
- F入口 - イオンモール下妻バス停
  - シモンちゃんバス（下妻駅方面 - 小貝川ふれあい公園）
- A入口 - イオンモール下妻入口バス停（国道125号上）
  - 関東鉄道
    - [71] 下妻駅 - つくばセンター方面
    - 下妻駅 - 土浦駅